# Beretinec
Beretinec – wieś w Chorwacji, w żupanii varażdińskiej, siedziba gminy Beretinec. W 2011 roku liczyła 1040 mieszkańców.